# 夔越
夔越，古代民族，為居住在夔（今中華人民共和國湖北省秭归县）地的越人，為百越之一，曾建立夔國，後被併入楚國。被視為是荊蠻或荊越之一。

## 概論
相傳為祝融之後，為羋姓，與楚國王室有血緣關係。原是獨立國家，後被併入楚國。
中華民國學者羅香林認為，後世蠻蜒與獠為夔越的後代。